# Parte principală de propoziție
Părțile principale de propoziție sunt elementele constitutive necesare și suficiente pentru a forma o propoziție.

## Părți principale de propoziție
- subiect
- predicat